# JSAN

JSAN, le JavaScript Archive Network, (ou réseau de l'archive JavaScript) est une ressource collaborative en ligne pour développer des bibliothèques open source et des logiciels pour le langage JavaScript. le but de JSAN est de créer l'équivalent du CPAN de Perl.
La conception et la disposition des services de JSAN's sont une copie presque à l'identique du CPAN de Perl, et certaines des nouvelles techniques utilisées dans JSAN sont considérées comme des jeux d'essais pour de nouvelles fonctionnalités à ajouter au futur « 6PAN », la mise à jour de CPAN pour supporter Perl 6.